# 시그마 (기업)

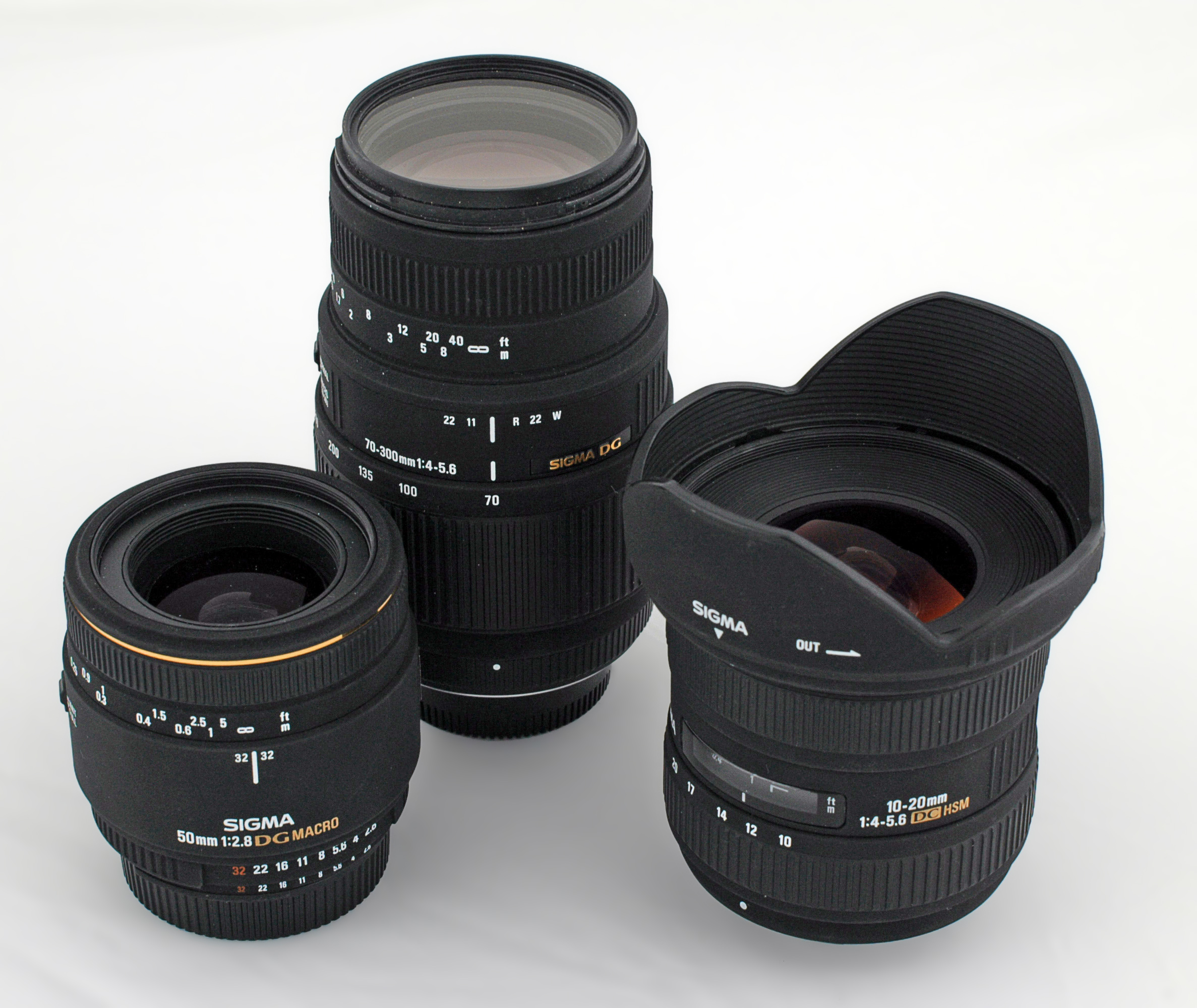

시그마는 일본의 사진 기기 제조 회사이다.
캐논, 니콘, 펜탁스 등 다른 카메라 회사의 제품과 동작하는 렌즈 및 액세서리로 유명하다.
시그마는 1970년대 후반부터 필름 SLR카메라를 생산하다 2002년에 미국의 벤처기업인 포비온사의 센서를 이용하여 시그마 최초의 디지털 SLR인 시그마 SD9를 출시한다.
시그마에서 개발한 디지털 SLR로는 시그마 SD9, 시그마 SD10, 시그마 SD14, 시그마 SD15, 시그마 SD1 Merrill이 있다. SD9, SD10, SD14, SD15, SD1 Merrill은 포비온 X3 이미지 센서, 시그마 전용 SA 마운트를 사용한다.
그 외에 APS-C 사이즈의 포비온 X3 이미지 센서를 탑재한 하이엔드 카메라인 시그마 DP1 시리즈(DP1, DP1S, DP1X, DP1 Merrill), 시그마 DP2 시리즈 (DP2, DP2S, DP2X, DP2 Merrill), 시그마 DP3 Merrill이 있다.

## 같이 보기
- List of Nikon compatible lenses with integrated autofocus-motor